# Alexandra von Wolff-Stomersee

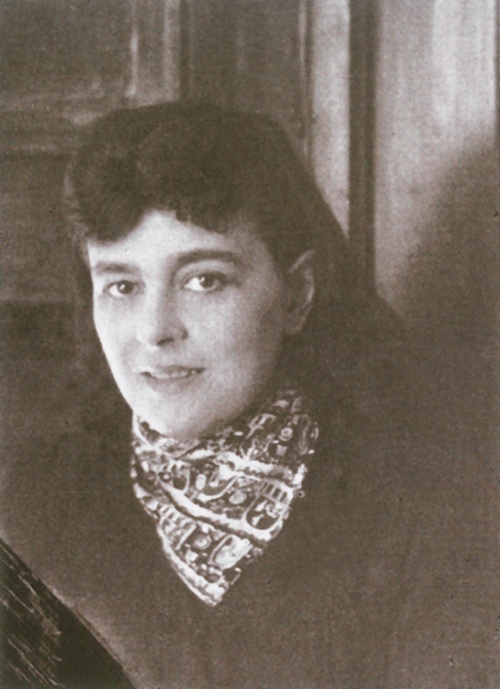
Alessandra Tomasi di Lampedusa

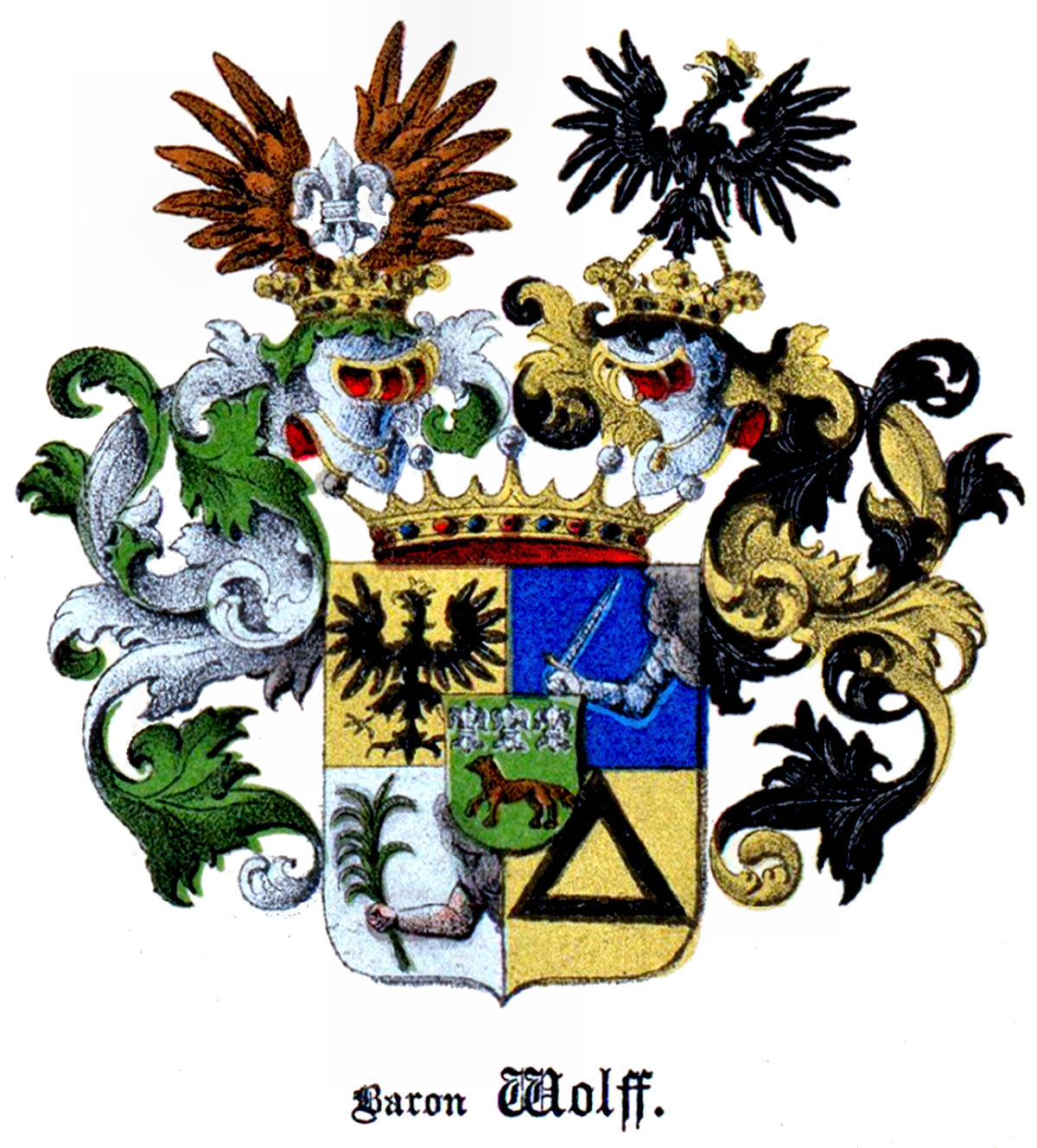
Wappen derer von Wolff

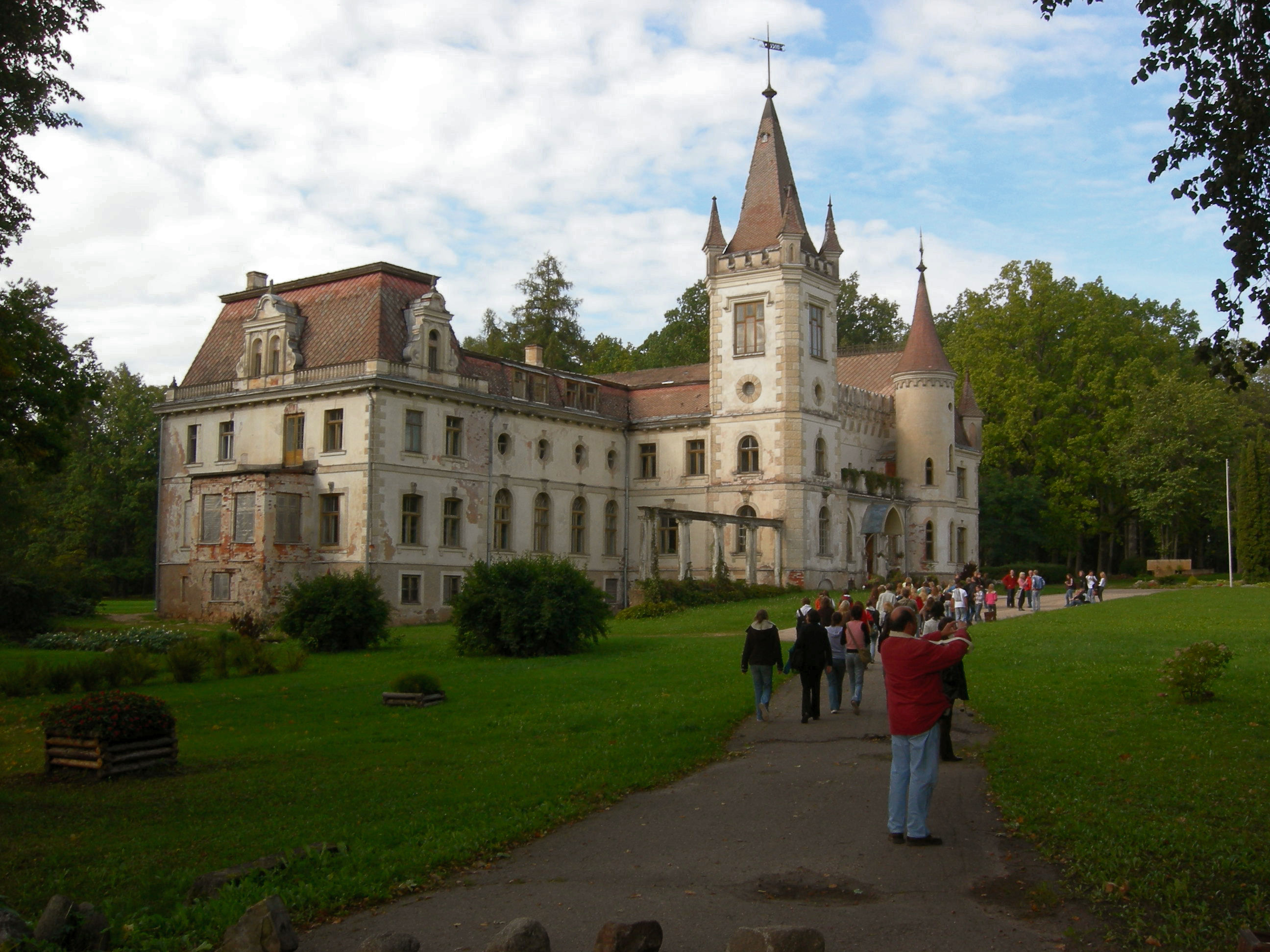
Schloss Stomersee (lett.: Stāmerienas muižas pils)

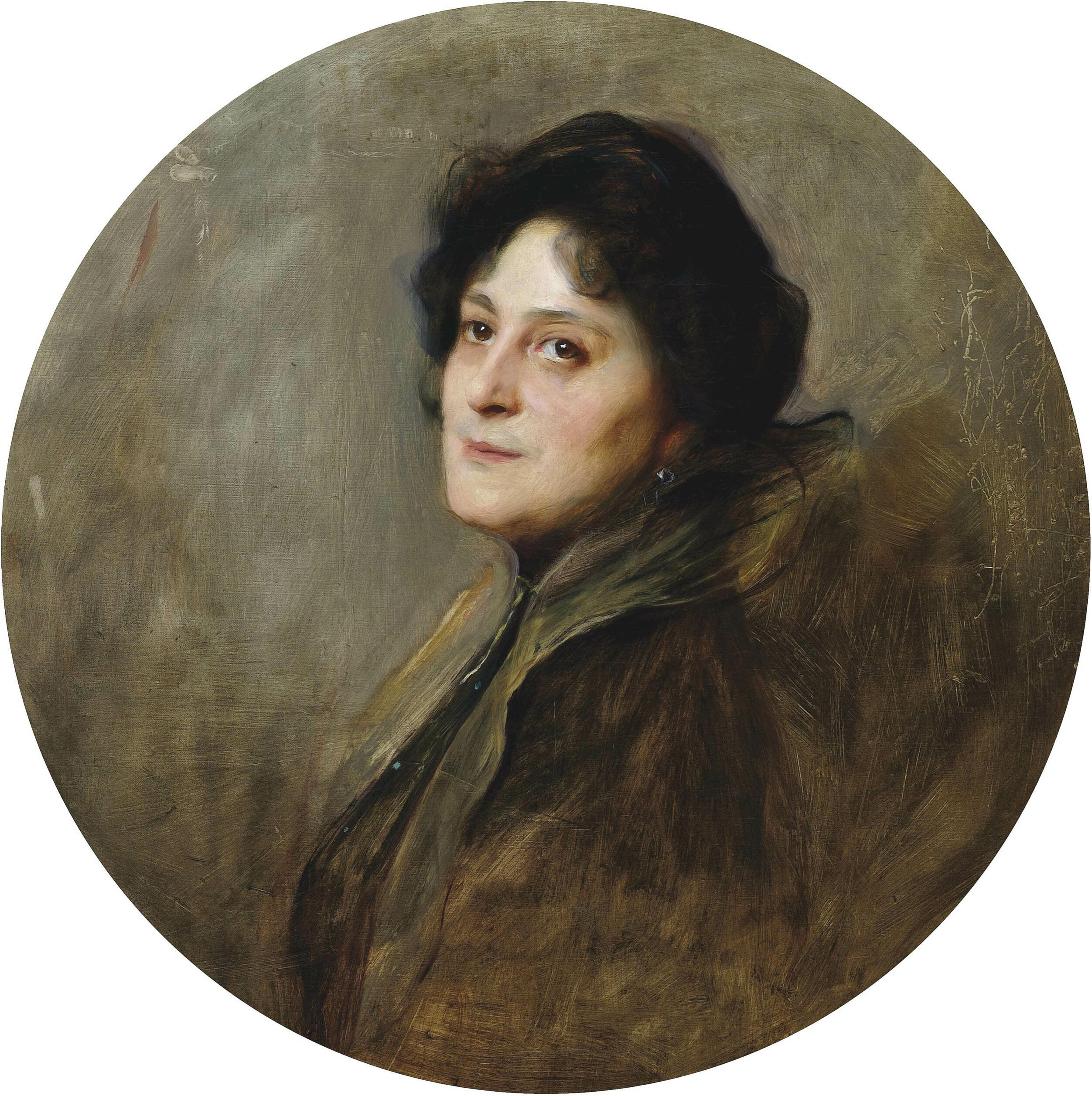
Die Mutter: Alice Baronin von Wolff, geborene Barbi (1862–1948), gemalt von Philip Alexius de László

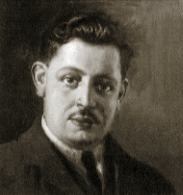
Fürst Giuseppe Tomasi di Lampedusa im Jahr 1936

Alexandra (Alexandrine) Alice Marie Baronesse von Wolff, aus dem Hause Stomersee, auch „Licy“ genannt, verheiratete Alessandra Tomasi di Lampedusa (* 13. November 1894 in Nizza, Frankreich; † 22. Juni 1982 in Palermo, Italien) war eine deutsch-baltische, italienische Psychoanalytikerin. Sie heiratete 1932 in zweiter Ehe Giuseppe Tomasi di Lampedusa, den Autor des Romans „Der Gattopardo“. Im Jahre 1946 führte sie den „borderline“-Begriff in die psychoanalytische Nosographie ein, 1950 entwickelte sie die theoretischen Grundlagen des aggressiven Narzissmus. Anfang der 1970er Jahre prägte sie den Begriff „identifikatorische Introjektion“.

## Leben und Werk
Alexandra Baronesse von Wolff wurde am 13. November 1894 in Nizza (Frankreich) geboren, sie hatte noch eine jüngere Schwester Olga (1896–1984). Ihre Kindheit und Jugend verbrachte sie in St. Petersburg (Russland), wo ihr Vater, der deutsch-baltische Baron Boris von Wolff a.d.H. Stomersee (1850–1917), Hofmeister des russischen Zaren Nikolaus II. war. Ihre Mutter war die bekannte italienische Mezzosopranistin Alice Barbi. 1918, ein Jahr nach dem Tod ihres Vaters, heiratete Alexandra den deutsch-baltischen Baron Andreas (André) Balthasar Walter Pilar von Pilchau (1891–1960), einen international erfolgreichen, homosexuellen Bankier.
In den 1920er Jahren absolvierte sie eine vierjährige Ausbildung am Psychoanalytischen Institut in Berlin und machte dort eine Lehranalyse bei Felix Boehm. 1927, im Anschluss an einen kurzen Aufenthalt in Wien, ging sie nach London, wo ihre Mutter mit ihrem zweiten Mann, dem italienischen Botschafter Pietro Tomasi della Torretta (1873–1962), lebte. Hier hatte sie 1925 dessen Neffen Giuseppe Tomasi di Lampedusa, Fürst von Lampedusa und Herzog von Palma (1896–1957) kennengelernt, der posthum durch seinen Roman Der Leopard berühmt wurde. Trotz der Scheidung von ihrem ersten Mann am 19. Juli 1932, stand dieser ihr lebenslang in Notlagen großzügig bei. Er übernahm sogar, ohne Ansprüche zu stellen, die Unterhaltskosten für ihr Schloss Stomersee.
Schon kurz nach ihrer Scheidung heiratete Alexandra von Wolff am 24. August 1932 Giuseppe Tomasi di Lampedusa in der russisch-orthodoxen Kirche in Riga (Lettland) und zog mit ihm nach Palermo, wo sie als Psychoanalytikerin zu arbeiten begann.
Seit 1929 stand sie in Kontakt mit dem italienischen Psychoanalytiker Edoardo Weiss und wurde 1936 ordentliches Mitglied der „Società Psicoanalitica Italiana“ (SPI). Das Zusammenleben mit ihrer Schwiegermutter auf dem Familiensitz der Lampedusa gestaltete sich jedoch als sehr schwierig, u. a. wegen der symbiotischen Bindung Giuseppe Tomasis an seine Mutter. Alexandra kehrte 1933 nach Lettland zurück. Nach der Besetzung Lettlands durch sowjetische und später deutsche Truppen, musste sie schließlich Schloss Stomersee, seit 1826 der Stammsitz ihrer Familie, aufgeben und verließ 1942 endgültig ihre Heimat.
Sie ließ sich in Rom nieder und arbeitete dort als Psychoanalytikerin. Dort war sie zusammen mit Edoardo Weiss, Cesare Musatti, Nicola Perrotti und Emilio Servadio die Mitbegründerin der psychoanalytischen Sozietät Italiens (SPI). Alessandra war eine der ersten Lehranalytikerinnen der 1946 rekonstituierten „Società Psicoanalitica Italiana“ (SPI), später wurde sie Präsidentin der Organisation. Eine Funktion, die sie von 1955 bis 1959 innehatte. In Palermo, wo sie seit dem Jahre 1949 mit ihrem Mann in der „Via Butera“ lebte, war sie zuständig für die Ausbildung der Kandidaten. Sie gehörte der Redaktion der seit 1955 erscheinenden „Rivista di Psicoanalisi“ an und war von 1955 bis 1959 Präsidentin der SPI. Zu ihren Schülern zählte u. a. der Sizilianer Francesco Corrao.

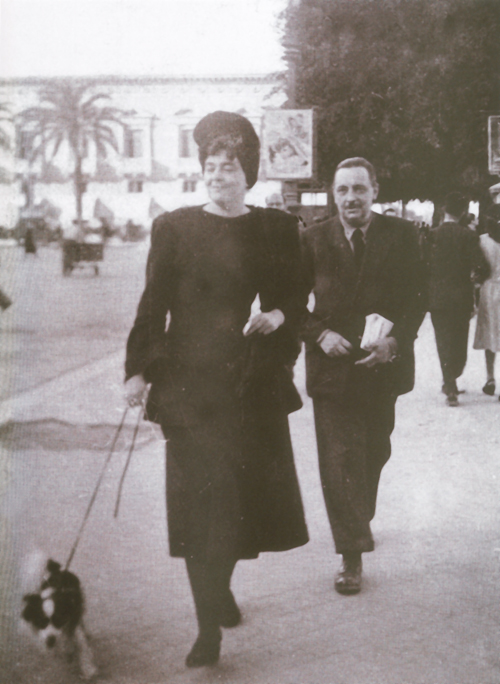
Licy und Giuseppe Tomasi in Palermo in den dreißiger Jahren des 20. Jahrhunderts

Das Denken Alessandras stand in der Tradition Karl Abrahams und der Berliner Schule. In ihrem 1946 veröffentlichten Beitrag Sviluppi della diagnostica e tecnica psicoanalitica (deut.: „Entwicklungen in der psychoanalytischen Diagnostik und Technik“) führte sie in einem Überblick über die psychoanalytische Nosographie den „borderline“-Begriff ein.
1950 hielt sie auf dem zweiten Kongress der SPI in Rom einen Vortrag zum Thema L’aggressività nelle perversioni (deut.: „Die Aggression in den Perversionen“). Von Freuds Konzept des Todestriebs ausgehend, entwickelte sie hier am Beispiel eines Falles von Nekrophilie die theoretischen Grundlagen des aggressiven Narzissmus. In ihrer wohl bekanntesten Analyse, vorgetragen am Anfang der 1970er Jahre in den psychoanalytischen Zentren in Rom und Palermo, behandelte sie einen Fall von Likanthropie, also einen Patienten, der sich für einen Werwolf hielt. Darin prägte sie in Anlehnung an den Kleinschen Begriff der „projektiven Identifizierung“ den Neologismus einer „identifikatorischen Introjektion“.
Nach dem Tod ihres Mannes im Jahr 1957 widmete sich Alessandra neben ihrer Privatpraxis auch der Herausgabe seines Werks. Sie war Ehrenpräsidentin des „Centro di Psicoanalisi di Palermo“, bis sie in ihrem Palazzo in Palermo am 22. Juni 1982 an einer Lungenentzündung starb.

## Werke (Auswahl)
- Sviluppi della diagnostica e tecnica psicoanalitica. In: Psicoanalisi, 2, 1946. (deut.: „Die Entwicklungen in Diagnose- und psychoanalytischen Technik“)
- L’aggressività nelle perversioni. Präsentation auf dem II. Kongress der „Società Psicoanalitica Italiana“ (SPI) in Rom, 1950 (deut.: „Die Aggression in den Perversionen“)
- Le componenti preedipiche dell’isteria d’angoscia. In: Rivista di Psicoanalisi, 2, 1956, S. 101–106  (deut.: „Die Komponenten der präödipalen Angsthysterie“)
- Necrofilia e istinto di morte: Osservazioni su un caso clinico. In: Rivista di Psicoanalisi, 3, 1956, S. 173–186.  (deut.: „Nekrophilie und der Todestrieb: Beobachtungen auf einer Fall-Studie“)
- La spersonalizzazione. In: Rivista di Psicoanalisi, 6 (1), 1960, S. 5–10. (deut.: „Die Entpersönlichung“)
- Il caso del licantropo. In: Rivista di Psicoanalisi, 2, 2008, S. 433–446 (deut.: „Der Fall des Werwolfs“)
- Il patto con il diavolo. In: Rivista di Psicoanalisi, 2, 2008, S. 455–474. (deut.: „Der Pakt mit dem Teufel“)

## Familie
Alexandra von Wolff-Stomersees Vater war Boris von Wolff a.d.H. Stomersee (1850–1917). Dieser war von 1879 bis 1892 Kabinettssekretär der Königin Olga von Württemberg und verantwortlich für alle gemeinnützigen und wohltätigen Stiftungen der Königin in Württemberg, u. a. das Königin-Olga-Stift. Später war er Hofmeister des russischen Zaren Nikolaus II. 1894 heiratete er die italienische Violinistin, Komponistin und Sängerin Alice Barbi (1858–1948). Boris von Wolff-Stomersee starb am 10. März 1917 während der russischen Revolution in Petrograd (Russland). Alexandra war zweimal verheiratet: Von 1918 bis 1932 mit Baron Andreas (André) Pilar von Pilchau (1891–1960) und von 1932 bis 1957 mit Giuseppe Tomasi di Lampedusa. Beide Ehen blieben kinderlos. Alexandra hatte eine Schwester namens Olga (auch „Lolette“ genannt, 1896–1984). Diese heiratete 1927 in Rom den italienischen Diplomaten Augusto Biancheri Chiappori (1879–1939). Sie waren die Eltern des italienischen Diplomaten und Politikers Boris Biancheri Chiappori (1930–2011).